# Alaskahallon
Alaskahallon eller Nagoonberry (Rubus arcticus ssp. stellatus) är en växt som finns i nordvästra   Nordamerika. Den har använts av Sveriges lantbruksuniversitet (SLU) vid försöksstationen i Öjebyn för korsning med åkerbär (Rubus arcticus).